# フランシス・ハワード (初代エフィンガム伯爵)
初代エフィンガム伯爵フランシス・ハワード（英語: Francis Howard, 1st Earl of Effingham、1683年10月20日洗礼 – 1743年2月12日）は、グレートブリテン王国の貴族、軍人。1725年までフランシス・ハワード閣下（Hon. Francis Howard）の儀礼称号を使用した。軍人としての最終階級は陸軍准将。政治ではホイッグ党に属し、1731年に副軍務伯に任命された。

## 生涯
第5代エフィンガムのハワード男爵フランシス・ハワードと1人目の妻フィラデルフィア（Philadelphia、旧姓ペラム（Pelham）、1654年10月6日洗礼 – 1685年8月13日、初代ペラム男爵トマス・ペラムの娘）の次男として、リトル・チェルシーのヘイル・ハウス（Hale House）で生まれ、1683年10月20日にケンジントンで洗礼を受けた。
1722年7月26日に近衛歩兵第三連隊のCaptain and Lieutenant-Colonel（中佐）に任命され、1731年7月15日にホース・グレナディア・ガーズのLieutenant and Lieutenant-Colonel（中佐）に任命された。1732年7月22日に第20歩兵連隊隊長（大佐）に昇進、1737年6月21日にホース・グレナディア・ガーズ第2中隊隊長（騎兵大佐）に転じ、1739年7月2日に准将に昇進した。1740年12月22日にホース・ガーズ第4中隊隊長に転じた。
1725年7月に兄トマスが死去すると、エフィンガムのハワード男爵位を継承した。1731年12月8日、グレートブリテン貴族であるサリー州におけるエフィンガム伯爵に叙され、13日に副軍務伯に任命された後、1732年1月13日にエフィンガム伯爵として貴族院議員に就任した。政治ではホイッグ党に属した。
1743年2月12日に死去、13日にサリー州グレート・ブッカムで埋葬された。1人目の妻との間の息子トマスが爵位を継承した。

## 家族
1713年2月23日、ダイアナ・オファレル（Diana O'Farrell、ファーガス・オファレルの娘）と結婚、1男をもうけた。
- トマス（1714年ごろ – 1763年11月19日） - 第2代エフィンガム伯爵[2]

1728年5月23日、アニー・ブリストー（1774年11月15日没、ロバート・ブリストーの娘）と再婚したが、2人の間に子供はいなかった。